# Trachelophanes puberulus
Trachelophanes puberulus là một loài bọ cánh cứng trong họ Cerambycidae.